# Verhalen uit Waterschapsheuvel
Verhalen uit Waterschapsheuvel (uit het Engels: Tales from Watership Down) is een boek van Richard Adams uit 1996. Het is een vervolg op Waterschapsheuvel en bevat negentien verhalen, zowel over El-Ahrairah, als over de konijnen op Waterschapsheuvel.
Het bevat ook de juiste uitspraak van El-Ahrairah en een verklarende woordenlijst Konijns. De verhalen worden verteld door Paardebloem, Kopstuk en Grasklokje en vormen een aanvulling op de eerdere roman.